# Blade og ballade
Blade og ballade er en ungdomsfilm fra 1955 instrueret af Holger Jensen efter eget manuskript.

## Handling
Svend og Knud bor i en stor ejendom i København. Svend kan lide at ro i kano med Kirsten på Furesøen. Knud og hans far, der er vicevært i ejendommen, sluger kulørte hæfter i massevis. Knud er kammerat med Sonja, der ligesom sin ven dyrker kulørt litteratur og film. Svend og Knud bliver uvenner, og det kommer til drabelige slagsmål. Knud lider den tort at få eftersidning, fordi han også i skolen dyrker sine elskede hæfter i stedet for at bestille noget. Knud sætter splid mellem Svend og Kirsten og skaffer sig penge til biografen ved at arrangere et spøgelsestog i kælderen. Efter et uheld flygter han med Sonja ud på søen i Kirstens kano. Svend og Kirsten opdager hans forskellige tricks, og retfærdigheden sker omsider fyldest på Furesøens vover.